# Jarkko Immonen (Eishockeyspieler, 1982)
Jarkko Immonen (* 19. April 1982 in Rantasalmi) ist ein finnischer Eishockeyspieler, der seit 2021 bei Mikkelin Jukurit in der Liiga unter Vertrag steht.

## Karriere
Immonen begann 1997 seine Karriere bei SaPKo Savonlinna in der zweitklassigen finnischen I Divisioona, für die er bis zum Jahr 2000 stürmte. Mit der Gründung der Mestis erfolgte 2000 der Wechsel zu TuTo Turku, welche er 2001 verließ und einen Vertrag bei Ässät Pori in der SM-liiga unterschrieb. Dort blieb er für eine Saison und ging anschließend zum Ligakonkurrenten JYP Jyväskylä. 2002 wurde er im NHL Entry Draft von den Toronto Maple Leafs in der achten Runde an insgesamt 254. Stelle gedraftet.

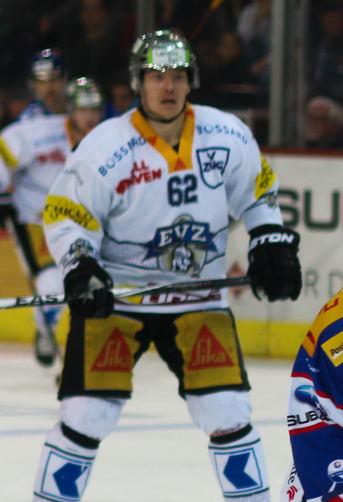
Jarkko Immonen im Trikot des EV Zug

Sein Debüt in der National Hockey League gab der Rechtsschütze 2005 im Trikot der New York Rangers. Nachdem er jedoch vorwiegend in deren Farmteam, den Hartford Wolf Pack aus der American Hockey League, zum Einsatz kam, wechselte er zur Saison 2007/08 wieder zurück nach Finnland zu JYP Jyväskylä, für die er seither spielt. 2009 gewann er mit der Mannschaft die Finnische Meisterschaft und wechselte in der sich anschließenden Sommerpause in die Kontinentale Hockey-Liga zum amtierenden Titelträger Ak Bars Kasan. Mit diesem gewann er in der Saison 2009/10 ebenfalls den Gagarin-Pokal.
2013 verließ er den Verein und wechselte innerhalb der KHL zu Torpedo Nischni Nowgorod. Nach zwei Saisons entschied er sich die KHL zu verlassen und wechselte in die National League A und unterschrieb ein zwei Jahresvertrag beim EV Zug. In seinen 117 NLA-Einsätzen für den EVZ erzielte er insgesamt 40 Tore und 40 Assists, ehe er im Mai 2017 nach Finnland zurückkehrte und erneut von JYP verpflichtet wurde. Zur Saison 2021/22 wechselte er innerhalb Finnlands zu Mikkelin Jukurit.

### International
Für Finnland nahm Immonen im Juniorenbereich an der U18-Junioren-Weltmeisterschaft 2000 sowie der U20-Junioren-Weltmeisterschaft 2002 teil. Dabei gewann er mit seiner Mannschaft im U18-Bereich die Gold- und im U20-Bereich die Bronzemedaille. Im Seniorenbereich stand er im Aufgebot seines Landes bei den Weltmeisterschaften 2009, 2010 und 2011 sowie bei den Olympischen Winterspielen 2010 in Vancouver. Bei den Winterspielen 2010 gewann er mit Finnland die Bronzemedaille. Im Seniorenbereich konnte er vor allem bei der WM 2011 überzeugen, als er mit Finnland Weltmeister wurde. Zu diesem Titel trug er als Topscorer der Weltmeisterschaft entscheidend bei. Zudem wurde er im Laufe des Turniers in das All-Star Team gewählt. Darüber hinaus vertrat er Finnland in den Jahren 2004, 2005, 2008, 2009, 2010 und 2011 bei der Euro Hockey Tour.

## Erfolge und Auszeichnungen
- 1999 Finnlands U17-Spieler des Jahres
- 2008 All-Star-Team der SM-liiga
- 2009 Finnischer Meister mit JYP Jyväskylä
- 2010 Gagarin-Pokal-Gewinn mit Ak Bars Kasan

### International
| - 2000 Goldmedaille bei der U18-Junioren-Weltmeisterschaft - 2002 Bronzemedaille bei der U20-Junioren-Weltmeisterschaft - 2010 Bronzemedaille bei den Olympischen Winterspielen - 2011 Goldmedaille bei der Weltmeisterschaft - 2011 All-Star-Team der Weltmeisterschaft | - 2011 Topscorer der Weltmeisterschaft - 2011 Bester Torschütze der Weltmeisterschaft - 2014 Bronzemedaille bei den Olympischen Winterspielen - 2014 Silbermedaille bei der Weltmeisterschaft |

## Statistik
(Stand: Ende der Saison 2016/17)